# 札幌法務局
札幌法務局（さっぽろほうむきょく）は、札幌市にある法務省の地方支分部局で、北海道を管轄している。なお、局長は管内の地方法務局を指揮監督する。また、直接の登記事務の管轄（本局としての管轄）として、不動産登記は札幌市中央区、商業・法人登記は札幌市全区、石狩市、北広島市を管轄している。

## 管内支局・出張所

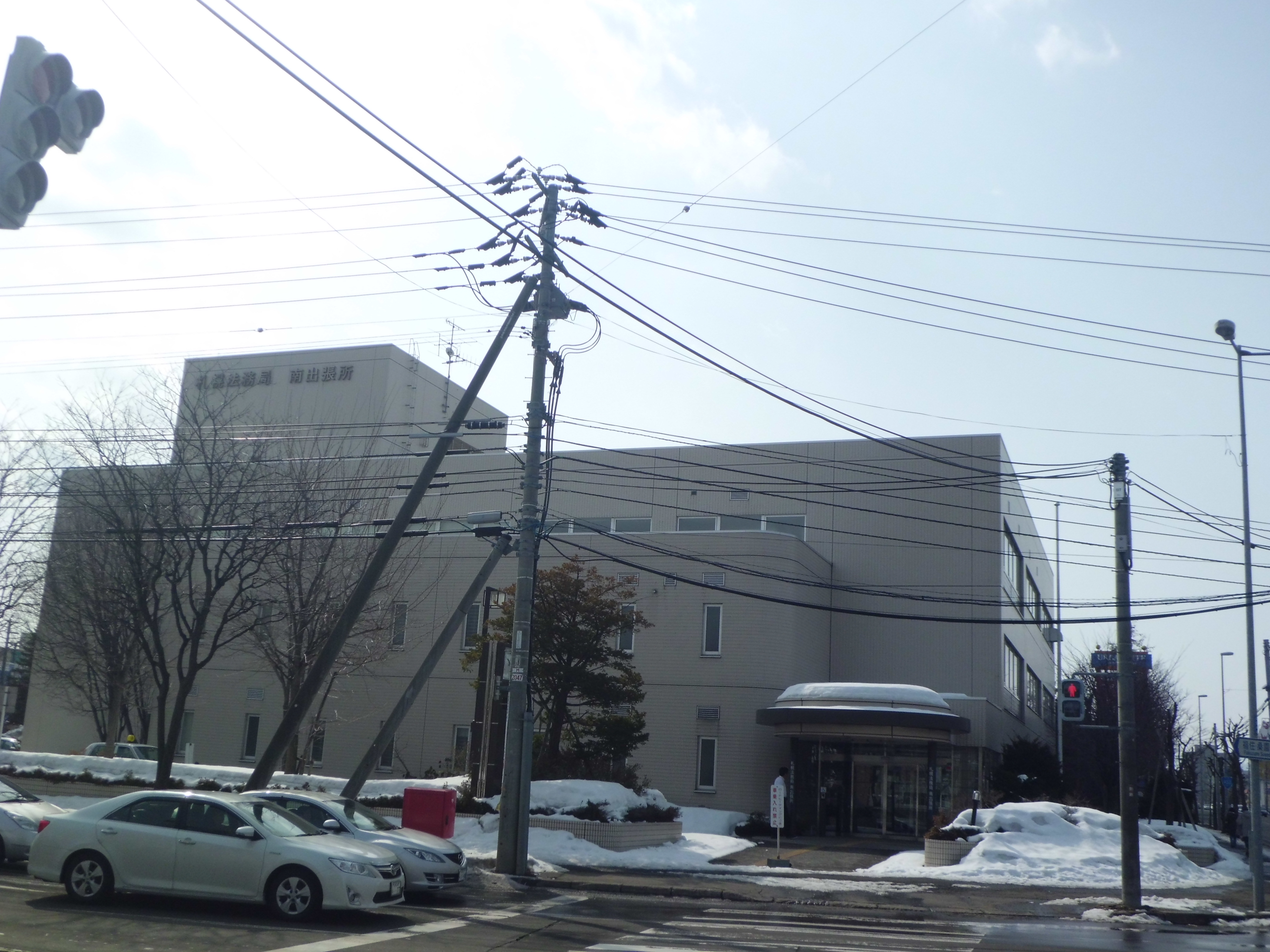
札幌法務局南出張所
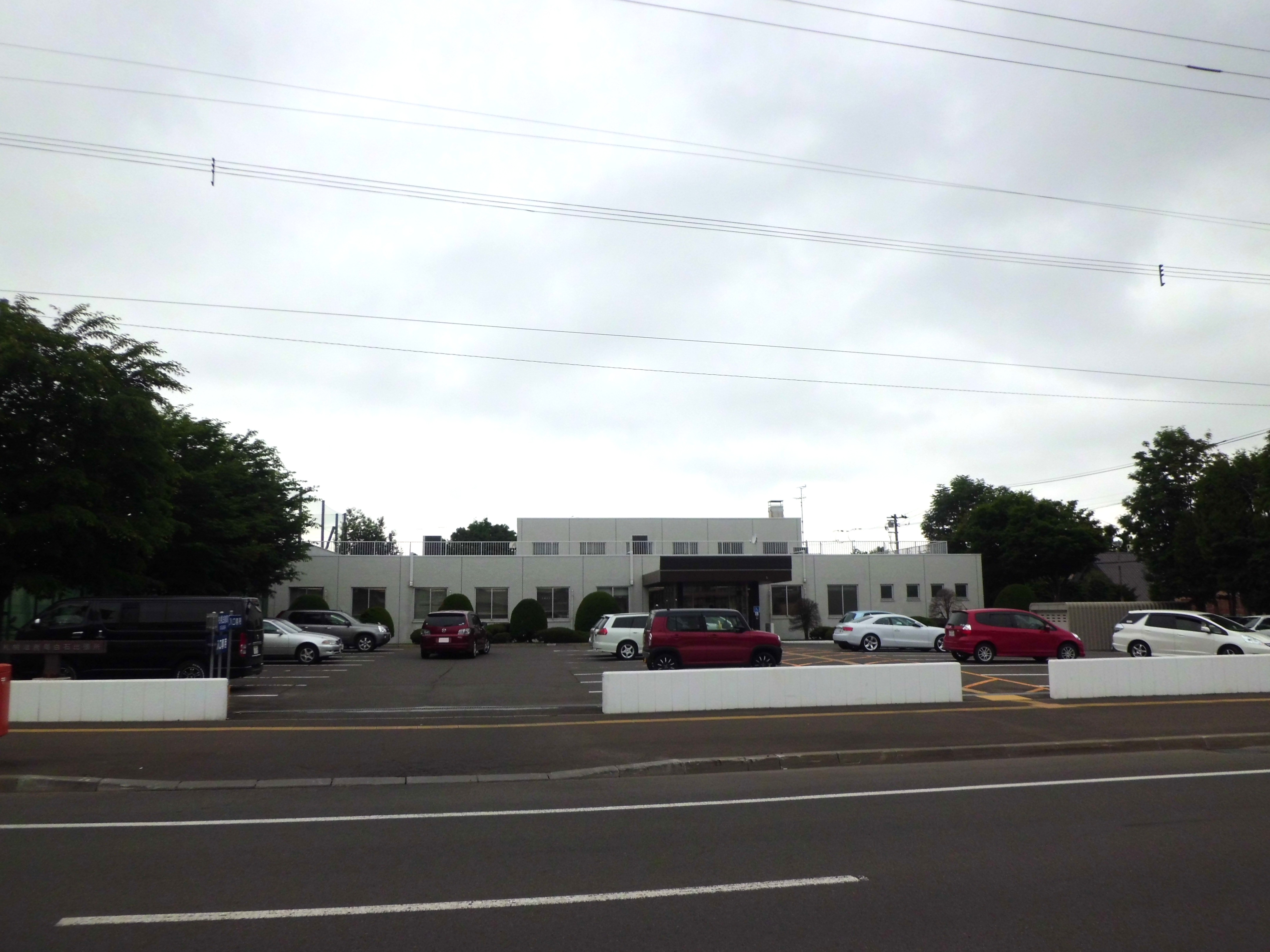
札幌法務局白石出張所

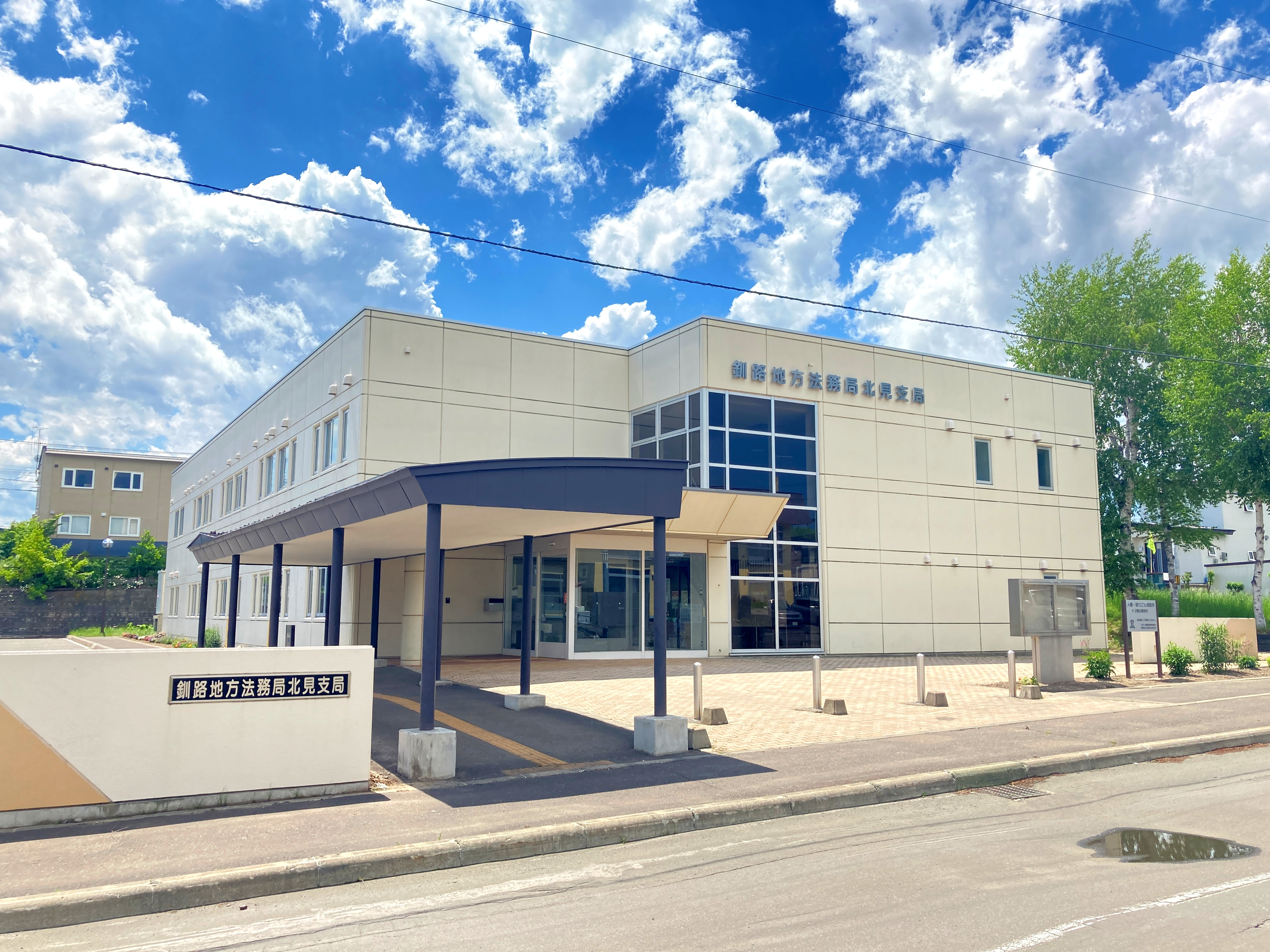
釧路地方法務局北見支局

- 本局
  - 南出張所
  - 北出張所
  - 西出張所
  - 白石出張所
  - 江別出張所
  - 恵庭出張所
- 岩見沢支局
- 滝川支局
- 室蘭支局
- 苫小牧支局
- 日高支局
- 小樽支局
- 倶知安支局

- 札幌法務局南出張所
- 札幌法務局白石出張所

## 管内地方法務局

### 函館地方法務局
函館地方法務局（はこだてちほうほうむきょく）は、函館市にある法務省の地方支分部局。直接の登記事務の管轄（本局としての管轄）として、函館市、北斗市、松前郡（松前町、福島町）、上磯郡（知内町、木古内町）、亀田郡（七飯町）、茅部郡（鹿部町）を管轄している。

#### 管内支局・出張所
- 本局
  - 八雲出張所
- 江差支局
- 寿都支局

### 旭川地方法務局
旭川地方法務局（あさひかわちほうほうむきょく）は、旭川市にある法務省の地方支分部局。直接の登記事務の管轄（本局としての管轄）として、旭川市、深川市、富良野市、上川郡（鷹栖町、東神楽町、当麻町、比布町、愛別町、上川町、東川町、美瑛町）、空知郡（上富良野町、中富良野町、南富良野町）、勇払郡（占冠村）、雨竜郡（妹背牛町、秩父別町、幌加内町、沼田町、北竜町）を管轄している。

#### 管内支局・出張所
- 本局
- 名寄支局
- 紋別支局
- 留萌支局
- 稚内支局

### 釧路地方法務局
釧路地方法務局（くしろちほうほうむきょく）は、釧路市にある法務省の地方支分部局。直接の登記事務の管轄（本局としての管轄）として、釧路市、釧路郡（釧路町）、白糠郡（白糠町）、阿寒郡（鶴居村）、川上郡（弟子屈町、標茶町）、厚岸郡（厚岸町、浜中町）を管轄している。

#### 管内支局・出張所
- 本局
- 帯広支局
- 北見支局
- 根室支局
  - 中標津出張所

- 釧路地方法務局北見支局